# Big South Conference
La Big South Conference è una delle conference delle sport NCAA.È stata fondata nel 1983 e raggruppa università che si trovano nel sud-est degli Stati Uniti. Gli sport praticati nella conference sono 19 (9 maschili e 10 femminili). La sede della conference è a Charlotte nella Carolina del Nord.

## Membri attuali
| Scuola                                    | Sede                            | Fondazione | Tipo                  | Studenti | Affiliazione | Nickname         |
| ----------------------------------------- | ------------------------------- | ---------- | --------------------- | -------- | ------------ | ---------------- |
| Campbell University                       | Buies Creek, North Carolina     | 1887       | Privata/Battista      | 10471    | 1983         | Fighting Camels  |
| Charleston Southern University            | Charleston, South Carolina      | 1964       | Privata/Battista      | 3224     | 1983         | Buccaneers       |
| Gardner-Webb University                   | Boiling Springs, North Carolina | 1905       | Privata/Battista      | 4000     | 2008         | Runnin' Bulldogs |
| Hampton University                        | Hampton, Virginia               | 1868       | Privata, HBCU         | 4500     | 2018         | Pirates          |
| High Point University                     | High Point, North Carolina      | 1924       | Privata/Metodista     | 3603     | 1999         | Panthers         |
| Longwood University                       | Farmville, Virginia             | 1839       | Pubblica              | 4800     | 2012         | Lancers          |
| North Carolina A&T State University       | Greensboro, North Carolina      | 1891       | Pubblica, HBCU        | 12556    | 2021         | Aggies           |
| Presbyterian College                      | Clinton, South Carolina         | 1880       | Privata/Presbiteriana | 1300     | 2007         | Blue Hose        |
| Radford University                        | Radford, Virginia               | 1910       | Pubblica              | 9220     | 1983         | Highlanders      |
| University of North Carolina at Asheville | Asheville, North Carolina       | 1927       | Pubblica              | 3897     | 1984         | Bulldogs         |
| University of South Carolina Upstate      | Spartanburg, South Carolina     | 1967       | Pubblica              | 5821     | 2018         | Spartans         |
| Winthrop University                       | Rock Hill, South Carolina       | 1886       | Pubblica              | 6292     | 1983         | Eagles           |